# جاستینا استچکووسکا
جاستینا استچکووسکا (به انگلیسی: Justyna Maria Steczkowska) (زاده ۲ اوت ۱۹۷۲) خواننده لهستانی است.
او نماینده لهستان در مسابقه آواز یوروویژن ۱۹۹۵ بود.
همچنین او دوباره نمایندگی لهستان را در مسابقه آواز یوروویژن ۲۰۲۵ برعهده گرفت .